# Змајеви зуби (митологија)
Змајеви зуби (грч. οδόντες (του) δράκοντος, odontes (tou) drakontos) у грчкој митологији заузимају истакнуто место у легендама о феничанском принцу Кадму и у Јасоновој потрази за златним руном. У свакој од њих, змајеви су присутни и бљују ватру. Њихови зуби, једном посејани, израсли би у потпуно наоружане ратнике.
Кадмо, доносилац писмености и цивилизације, убио је светог змаја који је чувао Аресов извор. Богиња Атина му је рекла да посеје зубе, из којих је настала група свирепих ратника званих спарти. Он је бацио  драгуљ усред ратника, који су се окренули једни на друге у покушају да за себе приграбе драги камен. Пет преживелих удружило се са Кадмом како би основали град Тебу. 
Слично, Јасон је био изазван од стране краља Ејета из Колхиде да посеје змајеве зубе како би добио златно руно. Медеја, Ејетова ћерка, саветовала је Јасона да баци камен између ратнике који су извирали из земље. Ратници су почели да се боре и убијају једни друге, не остављајући никог преживелог осим Јасона.
Класичне легенде о Кадму и Јасону довеле су до израза „сејати змајеве зубе”. Ово се користи као метафора за чињење нечега што има ефекат распиривања спорова.

## Галерија
- Кадмо сеје змајеве зубе; радионица Петера Паула Рубенса, 17. век
- Кадмо сије змајеве зубе који се претварају у наоружане људе, Хендрик Голцијус, 1615.
- Јасон и златно руно 11: Јасон оре земљу и сеје змајеве зубе, Леонард Тхири (око 1500 - 1550)